# La parata dei cuori
La parata dei cuori (in polacco Parada serc) è un film del 2022 diretto da Filip Zylber.

## Trama
Magda è una donna in carriera Varsavia che non ama i cani e che per motivi di lavoro si troverà ad andare Cracovia dove farà la conoscenza di un affascinante vedovo insieme a suo figlio e al loro cane.

## Distribuzione
Il film è stato distribuito sulla piattaforma Netflix a partire dal 15 giugno 2022.